# Kam Air
Кам Air — афганська авіакомпанія зі штаб-квартирою в столиці країни Кабулі, яка виконує регулярні внутрішні та міжнародні пасажирські перевезення в країни Близького Сходу, Середньої Азії і з серпня 2010 року — у столицю Австрії Відень.
Портом приписки перевізника і його головним транзитним вузлом (хабом) є Міжнародний аеропорт Кабула.

## Історія
Кам Air була заснована 31 серпня 2003 року афганським бізнесменом Замари М. Камгаром і стала першою комерційною авіакомпанією країни, яка повністю перебувала у приватній власності. 8 листопада того ж року на літаку Boeing 727 компанією було здійснено перший пасажирський рейс з Кабула в Мазарі-Шаріф. Перший власний лайнер авіакомпанія отримала за розпорядженням генерала Абдул-Рашида Дустума як оплату за транспортування палива і продовольства військовим частинам, що перебували під командуванням Дустума.
У серпні 2010 року Kam Air оголосила про відкриття регулярних рейсів в Європу, однак 16 вересня була змушена зупинити польоти у Відень і лондонський аеропорт Гатвік з причини серйозних питань британських і австрійських властей до технічного стану літаків перевізника. 24 листопада 2010 року агентство Reuters повідомило про внесення усіх афганських авіакомпаній в список перевізників, яких заборонені польоти в аеропорти Європейського союзу.

## Маршрутна мережа
Станом на листопад 2010 року авіакомпанія Kam Air виконувала пасажирські перевезення за наступними пунктами призначення:
| †   | Регулярні |
| ¤   | Сезонні   |
| [T] | Скасовані |

| Місто        | Країна          | ІАТА | ІКАО | Аеропорт                                  | Посилання | Примітки |
| Алмати       | Казахстан       | ALA  | UAAA | Міжнародний аеропорт Алмати ¤             |           | Сезонні  |
| Делі         | Індія           | DEL  | VIDP | Міжнародний аеропорт Індіри Ґанді         |           |          |
| Дубай        | ОАЕ             | DXB  | OMDB | Міжнародний аеропорт Дубай                |           |          |
| Душанбе      | Таджикистан     | DYU  | UTDD | Аеропорт Душанбе                          |           |          |
| Герат        | Афганістан      | HEA  | OAHR | Аеропорт Герат                            |           |          |
| Ісламабад    | Пакистан        | ISB  | OPRN | Міжнародний аеропорт імені Беназір Бхутто |           |          |
| Кабул        | Афганістан      | KBL  | OAKB | Міжнародний аеропорт Кабула †             |           | Базовий  |
| Лондон       | Велика Британія | LGW  | EGKK | Аеропорт Гатвік [T]                       |           |          |
| Мешхед       | Іран            | MHD  | OIMM | Міжнародний аеропорт Мешхед               |           |          |
| Мазарі-Шариф | Афганістан      | MZR  | OAMS | Аеропорт Мазарі-Шариф                     |           |          |
| Пешавар      | Пакистан        | PEW  | OPPS | Міжнародний аеропорт Пешавар [T]          | [ 9 ]     |          |
| Тарін-Ковт   | Афганістан      | TII  | OATN | Аеропорт Тарін-Ковт                       |           |          |
| Тегеран      | Іран            | IKA  | OIIE | Міжнародний аеропорт Імам Хомейні         |           |          |
| Урумчі       | Китай           | URC  | ZWWW | Міжнародний аеропорт Урумчі ¤             |           | сезонні  |
| Відень       | Австрія         | VIE  | LOWW | Віденський міжнародний аеропорт [T]       |           |          |

## Флот

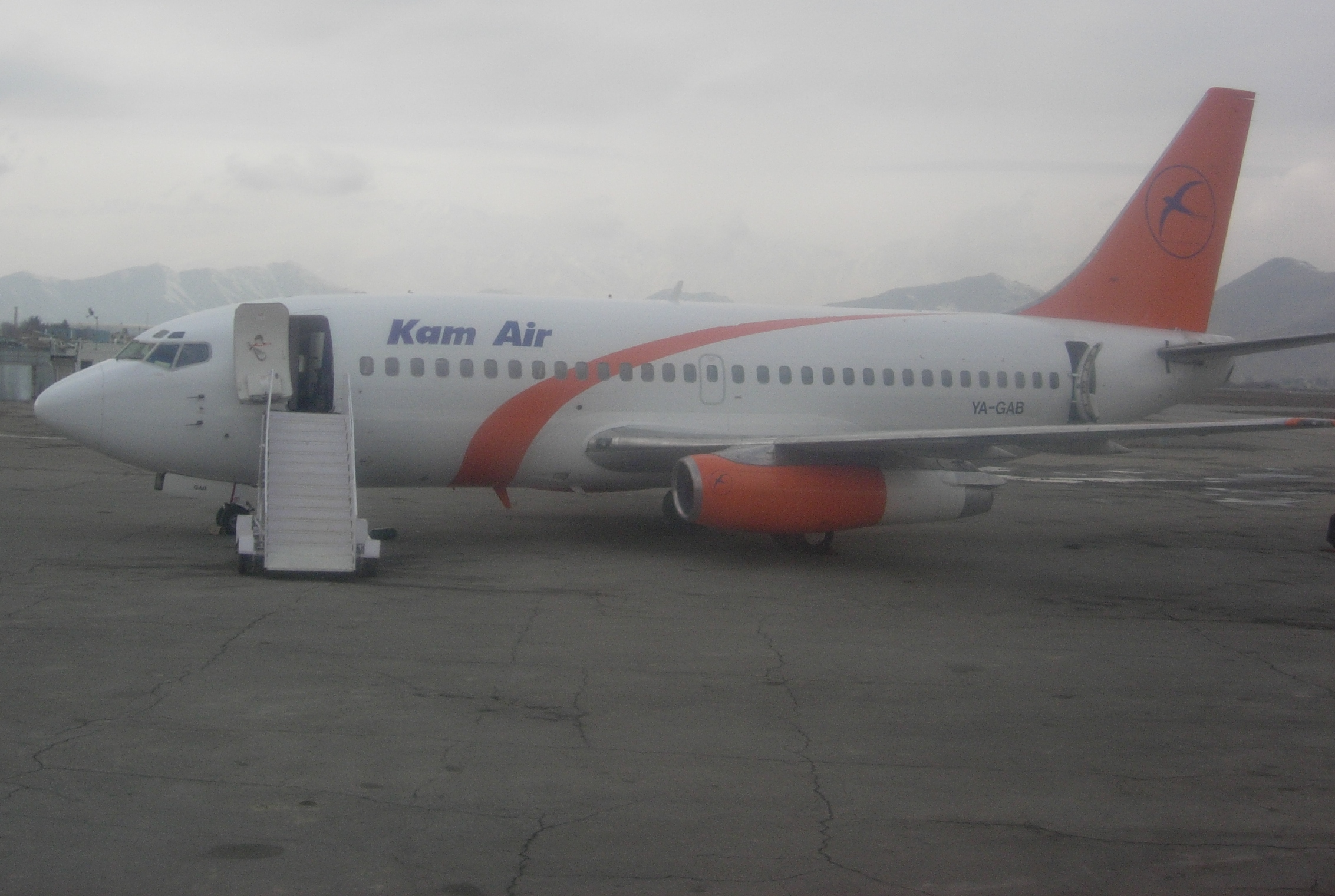
Boeing 737-200 авіакомпанії Kam Air в Міжнародному аеропорту Кабула (Афганістан), 2007 рік

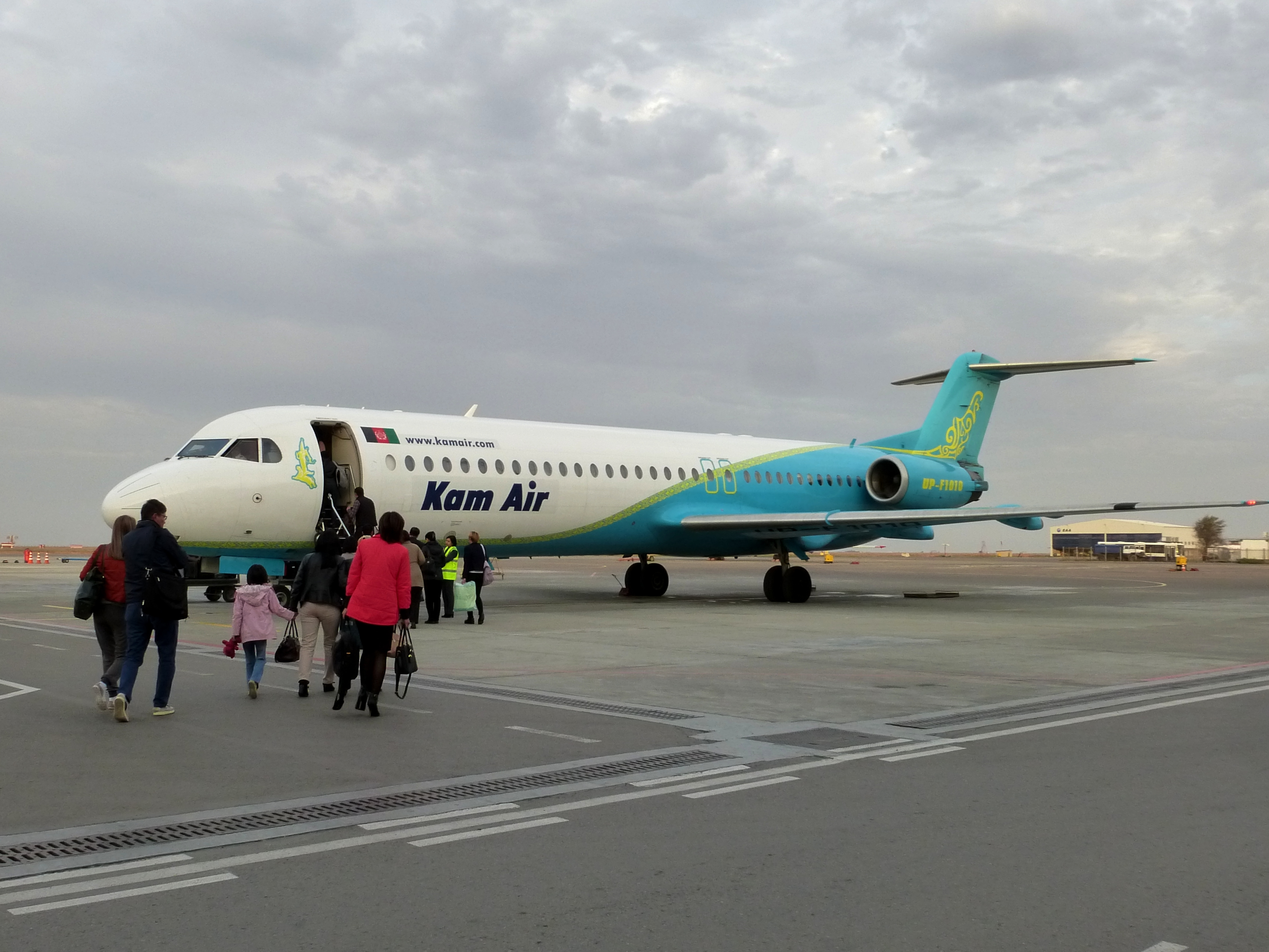
Fokker F100 казахстанської компанії Bek Air, наданий за «мокрим лізингом» компанії Kam Air.
На фюзеляжі нанесені як фірмова забарвлення і логотип Bek Air, так і прапор Афганістану і логотип Kam Air.
Міжнародний аеропорт р. Атирау, 2016 рік

### Поточний флот
Станом на 27 липня 2010 року повітряний флот авіакомпанії Kam Air складається з таких літаків:

### Виведені з експлуатації
- Boeing 727-200Adv
- Boeing 737-200
- Boeing 737-300
- Boeing 737-800
- Boeing 767-200
- Douglas DC-8-63F
- Як-40

## Авіаподії і нещасні випадки
- Вересень 2004 року. Літак Ан-24 при здійсненні посадки в Міжнародному аеропорту Кабула зійшов зі злітно-посадкової смуги. В результаті інциденту 27 пасажирів отримали легкі травми, літак залишився цілим[12].
- 3 лютого 2005 року. Літак Boeing 737-200 авіакомпанії Kam Air, що працював в операційному лізингу авіакомпанії Phoenix Aviation, виконував регулярний рейс 904 Герат — Кабул. На підході до Міжнародного аеропорту Кабула у поганих метеоумовах лайнер зник з екранів радарів. В ході пошуково-рятувальної операції уламки літака були виявлені 5 лютого у горах на схід від Кабула, загинули 104 людини на борту[13].